# Ambae
Ambae (vaak ook Aoba in het Bislama) is een eiland in de Vanuatuaanse provincie Penama en telt circa 10.000 inwoners. Provinciehoofdstad Saratamata is op Ambae gelegen.

## Geschiedenis
Het eiland werd in 1606 waargenomen door een Spaanse expeditie onder leiding van Pedro Fernández de Quirós.

## Geografie
Op Ambae ligt de vulkaan Manaro (met 1496 meter het hoogste punt van het eiland). Eigenlijk is het eiland één grote schildvulkaan die uit zee oprijst. De krater bestaat uit twee met water gevulde meren en een krater die meestal droog is. Eind 2005 was er een uitbarsting waarbij 5000 mensen moesten worden geëvacueerd, maar die konden in februari 2006 weer terug. In 2011 werd opnieuw lichte activiteit gemeten en in september 2017 barstte de vulkaan opnieuw uit en werden 8000 bewoners geëvacueerd naar 35 speciale veilige onderkomens elders op het eiland.
De kust van het eiland bestaat uit grote blokken basalt, daar waar zich door verwering bodems vormden, is de grond zeer vruchtbaar. Het eiland is bedekt met bos en rond de nederzettingen zijn grote tuinen en akkers met kokospalmen en cacaoplantages. Rivieren of beken zijn er nauwelijks, het water uit de kratermeren is giftig en daarom wordt regenwater in grote cementbakken opgevangen.

## Bevolking
De bevolking is melanesisch en er wonen ongeveer 11.000 mensen. Er worden op het eiland drie tot vier verschillende Austronesische talen gesproken. Er zijn geen stadjes, in het oosten van het eiland ligt Saratamata, het administratieve centrum van de provincie Penama.
Het eiland is door eeuwenlang zendingswerk, dat nog steeds plaatsvindt, verdeeld in een relatief groot aantal kerkelijke denominaties zoals Anglicaans, Katholiek, Apostolisch, Zevendedagsadventisten en Mormonen. 

## Middelen van bestaan
Er is nauwelijks een geldeconomie. De export van kopra, cacao en kava levert geldinkomsten die voornamelijk worden gebruikt voor schoolgeld, zeep, zout, olie etc. Zelfvoorzieningslandbouw is de belangrijkste economische activiteit die wordt bedreven in hogerop gelegen tuinen. Daar worden taro, banaan, yam, cassave (maniok), zoete aardappel, groente, fruit en noten geteeld. Omdat er geen uitgebreide koraalriffen rond het eiland liggen, is er minder dierlijk eiwit in de vorm van vis beschikbaar.

## Vervoer en toerisme
Het eiland heeft drie airstrips, Walaha Airport in het zuidwest, Redcliffe Airport in het zuiden en Longana Airport in het noordoosten. Ambae wordt niet vaak door toeristen bezocht, hoewel de verbindingen met Port Vila redelijk goedkoop zijn en er overnachtingsmogelijkheden in bungalows zijn op meer dan een half dozijn plaatsen, verspreid over het eiland. In het zuiden zijn beschut liggende stranden en het eiland is zeer geschikt voor avontuurlijke wandeltochten.

## Fauna
Er zijn 48 vogelsoorten waargenomen waaronder endemische soorten voor de archipel zoals de vanuatujufferduif (Ptilinopus tannensis), witbuikhoningeter (Glycifohia notabilis), vanuatubrilvogel (Zosterops flavifrons), harlekijnmonarch (Neolalage banksiana) en vogels van de Rode Lijst van de IUCN zoals vanuatuboshoen (Megapodius layardi), Bakers muskaatduif (Ducula bakeri), palmlori (Charmosyna palmarum) en de vanuatu-purperspreeuw (Aplonis zelandica). Er komt slechts één zoogdier in het wild voor, de Tongavleerhond (Pteropus tonganus).